# روضة الحجر (ولد ربيع)

تعديل مصدري - تعديل

روضة الحجر هي إحدى قرى عزلة قيفه ال مهدي بمديرية ولد ربيع التابعة لمحافظة البيضاء، بلغ تعداد سكانها 26 نسمة حسب تعداد اليمن لعام 2004.